# Ricardo Colautti
 (avril 2017).
Pour les articles homonymes, voir Colautti.
Ricardo Colautti, né à Buenos Aires le 14 décembre 1937 et mort en octobre 1992, est un écrivain argentin, auteur de trois courts romans.

## Biographie
Colautti naît le 14 décembre 1937 à Buenos Aires, et meurt dans la même ville à 54 ans, victime d'un emphysème pulmonaire. Avocat, notaire, il travaille pendant toute sa vie à l'écriture de trois courts romans. L'écrivain, secret au point de faire douter ses lecteurs de son existence, est aujourd'hui considéré comme culte en Argentine. Ces trois romans y ont fait l'objet d'une réédition en un volume en 2007 par la maison d'édition Mansalva (es), préfacée par Elvio Gandolfo (es).

## Œuvres
Sebastián Dun, La conspiración de los porteros et Imagineta composent la brève œuvre complète de Ricardo Colautti, « écrivant dans son bureau d'avocat une littérature délirante, tandis que ses clients le pensaient occupé à la rédaction d'un acte notarial ».
- Sebastián Dun. Sudamericana, 1971.
- La conspiración de los porteros. Ediciones de la Flor, 1976.
- Imagineta. Ediciones de la Flor, 1988.

Les oeuvres complètes de Ricardo Colautti, traduites et préfacées par Guillaume Contré, ont été publiées en France par les Éditions de l'Ogre en 2017 sous le titre La Trilogie Sebastián Dun.